# José de Almeida Vasconcelos Soveral e Carvalho
José de Almeida e Vasconcelos de Soveral e Carvalho, que também aparece como José de Almeida de Soveral de Carvalho e Vasconcelos, (Lisboa, ), visconde da Lapa (8 de fevereiro de 1805), 13º morgado de Sernancelhe, 7º morgado da Lapa, etc., foi um administrador colonial português.
Fidalgo da Casa Real (27 de março de 1750) e conselheiro de Sua Majestade, foi governador da capitania de Goiás, de 26 de julho de 1772 a 15 de maio de 1778, governador de Angola, onde fundou a cidade de Moçâmedes (que fez com que ele fosse chamado de Barão de Moçamedes), alcaide-mor de Barcelos, comendador de Manteigas e Alcofra na Ordem de Cristo, etc.